# Bahnstrecke Vilshofen–Aidenbach
| |                      |                       |                       |
| Streckennummer (DB): | 5834                 |                       |                       |
| Kursbuchstrecke (DB): | zuletzt: 417h        |                       |                       |
| Kursbuchstrecke: | 417f (1946)          |                       |                       |
| Streckenlänge: | 12,5 km              |                       |                       |
| Spurweite: | 1435 mm (Normalspur) |                       |                       |
| |                      |                       |                       |
| \| \| \| von Passau \| \| \| \| \| von Ortenburg \| \| \| \| 0,00 \| Vilshofen (Niederbay) \| Vilshofen (Niederbay) \| \| \| \| nach Obertraubling \| \| \| \| 3,40 \| Taferl (Hst) \| Taferl (Hst) \| \| \| 5,30 \| Mattenham (Hst) \| Mattenham (Hst) \| \| \| 6,20 \| Aunkirchen \| Aunkirchen \| \| \| 9,70 \| Aldersbach \| Aldersbach \| \| \| 12,51 \| Aidenbach \| Aidenbach \| \| \| \| \| \| \| Quellen: [1][2] \| \| \| \| |                      |                       |                       |
| Strecke |                      | von Passau            | von Passau            |
| Abzweig geradeaus und von links |                      | von Ortenburg         | von Ortenburg         |
| Bahnhof | 0,00                 | Vilshofen (Niederbay) | Vilshofen (Niederbay) |
| Abzweig ehemals geradeaus und nach rechts |                      | nach Obertraubling    | nach Obertraubling    |
| Blockstelle (Strecke außer Betrieb) | 3,40                 | Taferl (Hst)          | Taferl (Hst)          |
| Haltepunkt / Haltestelle (Strecke außer Betrieb) | 5,30                 | Mattenham (Hst)       | Mattenham (Hst)       |
| Bahnhof (Strecke außer Betrieb) | 6,20                 | Aunkirchen            | Aunkirchen            |
| Bahnhof (Strecke außer Betrieb) | 9,70                 | Aldersbach            | Aldersbach            |
| Kopfbahnhof Streckenende (Strecke außer Betrieb) | 12,51                | Aidenbach             | Aidenbach             |
| |                      |                       |                       |
| Quellen: |                      |                       |                       |

Die Bahnstrecke Vilshofen–Aidenbach war eine Nebenbahn in Bayern. Sie führte von Vilshofen an der Donau größtenteils im unteren Vilstal nach Aidenbach und wurde deshalb auch Vilstalbahn genannt.
Die Königlich Bayerischen Staatseisenbahnen nahmen die Strecke 1898 in Betrieb. Die Deutsche Bundesbahn stellte den Personenverkehr 1962 und den Gesamtverkehr 1988 ein. Die Strecke wurde danach abgebaut.

## Geschichte

### Vorgeschichte und Bau
Am 6. Januar 1883 fand in Aidenbach eine Versammlung statt, die über den Bau einer Bahnstrecke von Vilshofen über Aidenbach nach Pfarrkirchen beratschlagte. Angestoßen hatte sie der Gutsinspektor der Aretin'schen Güter in Haidenburg, Baron von Hafenbrädl. Unter Leitung von Reichsrat Aretin beschloss man, eine Petition an die Königliche Staatsregierung in München einzureichen. Am 29. Februar 1884 hat der zuständige Eisenbahnausschuss diese Sekundärbahn behandelt. Nach Aussage des Ausschussreferenten, Freiherr von Soden, war jedoch bereits 1869 eine Planung abgeschlossen worden, in dem diese Variante keine Rolle spielte. Vielmehr war die Bahnstrecke Passau–Neumarkt-Sankt Veit zwischen Neumarkt-St. Veit und Pocking 1879 gebaut worden; die Trasse Pocking–Passau wurde 1888 errichtet.
Am 17. Mai 1885 versammelten sich Vertreter der umliegenden Gemeinden in Aidenbach zur Bildung eines Comitées für den Bau einer Lokalbahn, welche eine Stichstrecke von Vilshofen nach Aidenbach vorsah. Den Ansporn gaben Landwirte und Gewerbetreibende. Sie argumentierten, dass sie ihre Produkte bequem mit der Bahn transportieren könnten. Wieder gab es die Eingabe einer Resolution an das Königliche Verkehrsministerium in München für die Projektierung dieser 12,5 Kilometer langen Strecke, und man bot finanzielle Unterstützung an. Der Kreis, Distrikt und private Förderer stellten 31.000 Mark zur Verfügung. Darüber hinaus erklärte sich Aidenbach bereit, unter anderem den Grund und 100.000 Ziegel für den Bau des Bahnhofs Aidenbach und der Strecke kostenlos zur Verfügung zu stellen.
Am 16. März 1896, nach der Projektierung, dem Kauf von Grundstücken und der Übernahme von Grundstücksgeschenken von Aidenbach und Vilshofen für die Bahn, der Rentabilitätsberechnung und vielen anderen Planungsverfahren genehmigte die Königliche Staatseisenbahn München den Bau der Strecke. Mit der technischen Testfahrt der Staatsbahnverwaltung am 12. November 1898 wurde die Strecke erprobt und am 21. November 1898 für die Öffentlichkeit freigegeben. Die Gesamtkosten der Strecke samt Hochbauten betrugen 744.086 Mark.

### Betrieb
Die Züge brauchten für die 12,5 Kilometer rund 35 Minuten. Der reine Güterzughalt Taferl diente mit seinen anschließenden umfangreichen Feldbahnanlagen als Umschlagplatz für das anliegende Granitwerk und wurde täglich mit Güterzügen bedient. Die Kosten der Strecke hatten sich innerhalb von weniger als zehn Jahren abgezahlt. Pläne, die 1915 fertiggestellte Bahnstrecke Aufhausen–Kröhstorf bis nach Aldersbach weiterzuführen, wodurch ein schienengebundenes Nahverkehrsnetz und Umleitungssystem realisiert werden sollte, wurden nicht verwirklicht.

### Stilllegung

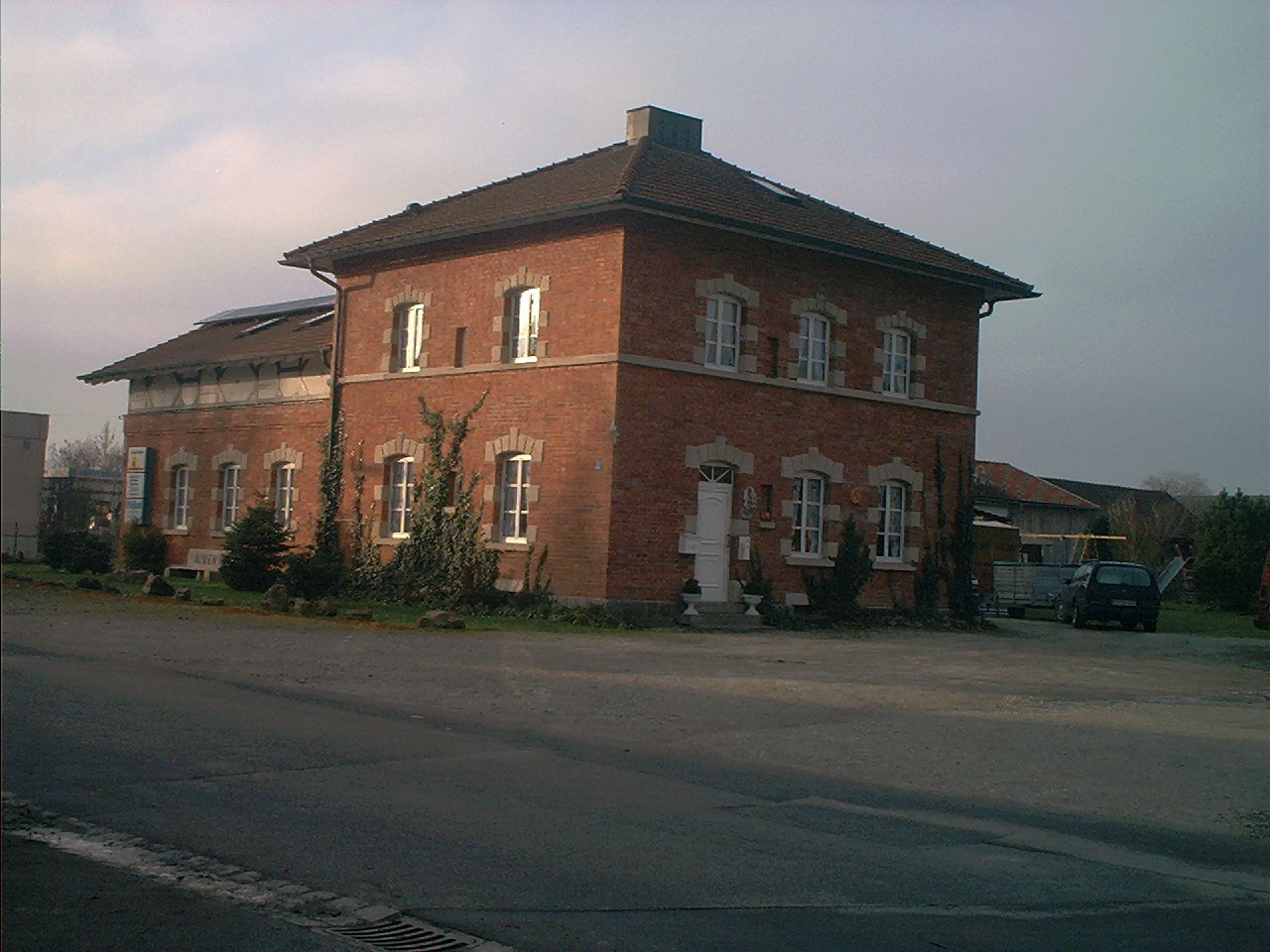
Empfangsgebäude des Bahnhofs Aidenbach (2001)

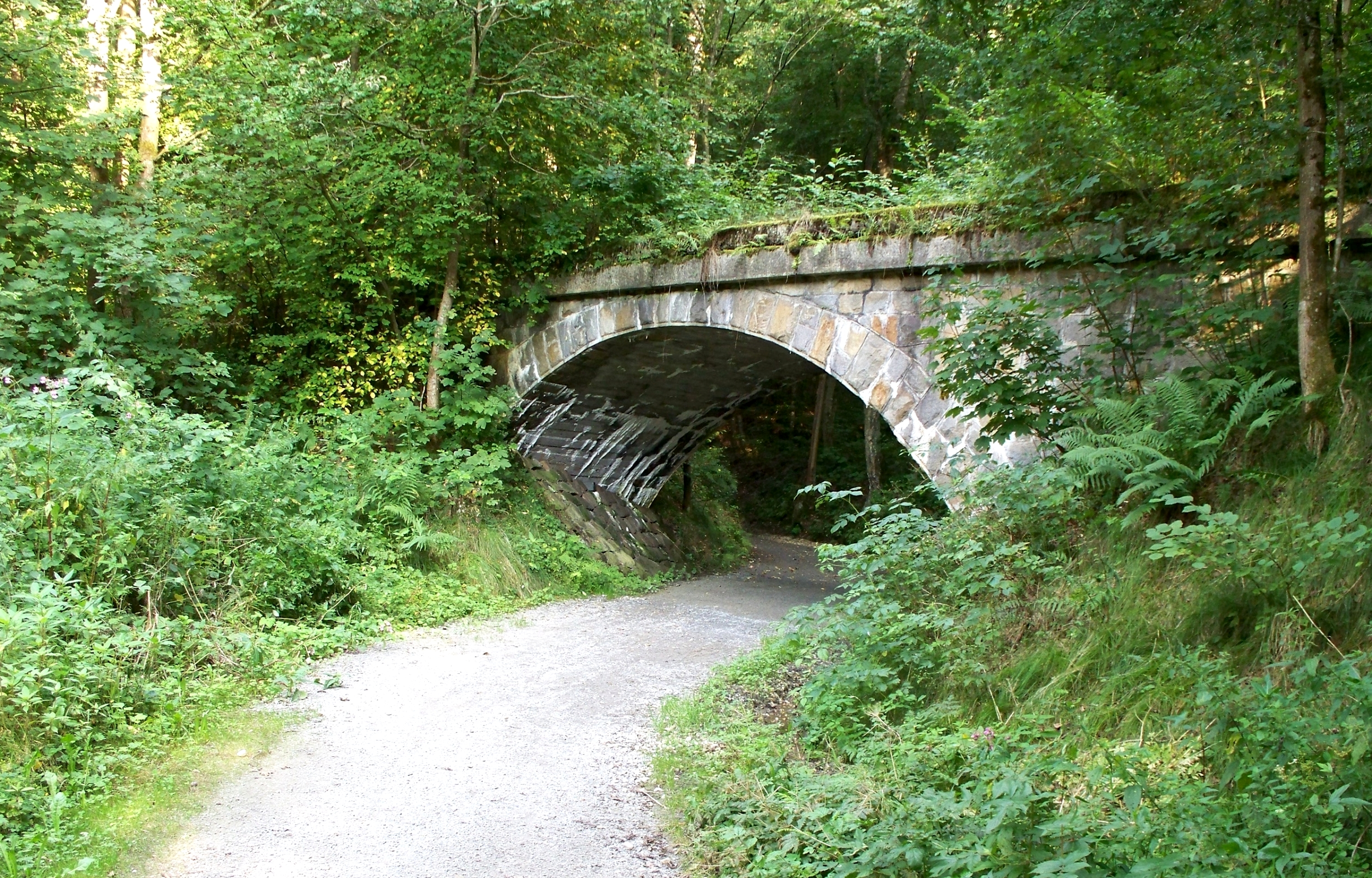
Ehemalige Eisenbahnbrücke bei Mühlham (2010)

Der anwachsende Individualverkehr in der zweiten Hälfte des 20. Jahrhunderts führte zu einem starken Rückgang der Reisendenzahlen. Die Deutsche Bundesbahn reagierte mit einem ausgedünnten Angebot. So verkehrte ab dem Sommerfahrplan 1960 lediglich noch ein werktägliches Zugpaar. Am 12. Oktober 1961 leitete die zuständige Bundesbahndirektion Regensburg das Verfahren zur Stilllegung des Personenverkehrs ein, welchem am 18. Juli 1962 der Verwaltungsrat und schließlich am 14. September 1962 der Bundesverkehrsminister zustimmte. Die Einstellung des Personenverkehrs wurde zum 30. September 1962 vollzogen.
Die Bedingungen für den Güterverkehr hingegen waren zunächst deutlich besser. Zwar wurden seit der Einstellung der Granittransporte fast ausschließlich landwirtschaftliche Güter transportiert, doch deren Aufkommen war so stark, dass sich die Deutsche Bundesbahn 1985 dazu entschloss, den teils schon stark herabgewirtschafteten Oberbau wieder instand zu setzen. In den ersten knapp zwei Kilometer langen Abschnitt wurden 700.000,- DM investiert. Die Bauarbeiten am zweiten Abschnitt unterblieben jedoch, als die Zuckerrüben-Verladegemeinschaft den bestehenden Vertrag mit der Bundesbahn kündigte. Da die Rübentransporte mittlerweile über die Hälfte des jährlichen Transportaufkommens ausgemacht hatten und jetzt weggefallen waren, wurde im Frühjahr 1987 das Stilllegungsverfahren für den Gesamtverkehr eingeleitet. So fuhr am 30. Dezember 1987 der letzte Übergabezug von Aidenbach nach Vilshofen. Am 31. Dezember 1987 wurde die Schließung dieser Nebenbahn vollzogen.
Heute ist etwa die Hälfte der ehemaligen Trasse als Fuß- und Radweg umgebaut.